# Auriol Dongmo
Pour les articles homonymes, voir Dongmo.
Auriol Dongmo Mekemnang (née le 3 août 1990 à Ngaoundéré) est une athlète portugaise d'origine camerounaise, spécialiste du lancer du poids.
Elle est championne du monde en salle en 2022 à Belgrade, et double championne d'Europe en salle, en 2021 à Torun et en 2023 à Istanbul. 

## Biographie
Dans les catégories jeunes, elle se distingue aux Jeux Fenassco (sport scolaire). Elle devient championne du Cameroun pour la première fois en 2009.
En 2011, Auriol Dongmo remporte l'épreuve de lancer du poids des Jeux africains (16,03 m). Elle participe également à l'épreuve du disque, terminant 5e avec un lancer à 40,34 m. 
Elle est élue sportive camerounaise de l'année 2011.
En 2014, elle remporte la médaille d'or des championnats d'Afrique, à Marrakech au Maroc, en établissant un nouveau record du Cameroun avec 16,84 m.
Le 9 août 2015 Auriol Dongmo remporte les championnats d'Afrique centrale avec un jet à 16,82 m.
En septembre elle conserve son titre aux Jeux africains de Brazzaville et porte son record à 17,21 m.
Le 28 mai 2016, elle remporte le concours à Oordegem-Lede grâce à un lancer à 17,72 m.
Concourant pour le Portugal à partir de 2020
, elle bat plusieurs fois le record national
, pour le porter à 19,53 m lors des championnats du Portugal.
Elle progresse en 2021 avec 19,65 m au meeting de Karlsruhe en salle, puis 19,75 m en plein air à Huelva.
En 2022, Auriol Dongmo remporte les championnats du Portugal en salle avec un nouveau record national à 19,90 m.
Aux championnats du monde en salle de Belgrade, elle mène le concours jusqu'au 4e essai, où elle se fait dépasser par la Néerlandaise Jessica Schilder, puis par l'Américaine Chase Ealey qui lance à 20,24 m, un nouveau record NACAC. Dongmo réplique au 5e essai avec 20,43 m et remporte les championnats du monde avec un nouveau record du Portugal.
Au mois d'août, elle obtient la médaille d'argent aux championnats d'Europe de Munich, s'inclinant face à Schilder avec un lancer à 19,82 m, record personnel en plein air mais inférieur au record du Portugal établi en début d'année.

## Palmarès
| Date             | Compétition                        | Lieu                               | Résultat         | Épreuve          | Marque           |
| Pour le Cameroun | Pour le Cameroun                   | Pour le Cameroun                   | Pour le Cameroun | Pour le Cameroun | Pour le Cameroun |
| ---------------- | ---------------------------------- | ---------------------------------- | ---------------- | ---------------- | ---------------- |
| 2011             | Jeux africains                     | Maputo                             | 5e               | Disque           | 40,34 m          |
| 2011             | Jeux africains                     | Maputo                             | 1re              | Poids            | 16,03 m          |
| 2012             | Championnats d'Afrique             | Porto-Novo                         | 3e               | Poids            | 15,41 m          |
| 2013             | Jeux de la Francophonie            | Nice                               | 3e               | Poids            | 15,30 m          |
| 2014             | Championnats d'Afrique             | Marrakech                          | 8e               | Disque           | 41,35 m          |
| 2014             | Championnats d'Afrique             | Marrakech                          | 1re              | Poids            | 16,84 m          |
| 2014             | Jeux du Commonwealth               | Glasgow                            | 7e               | Poids            | 16,50 m          |
| 2014             | Coupe continentale                 | Marrakech                          | 7e               | Poids            | 15,77 m          |
| 2015             | Jeux mondiaux militaires           | Mungyeong                          | 3e               | Poids            | 17,64 m          |
| 2015             | Jeux africains                     | Brazzaville                        | 5e               | Disque           | 45,14 m          |
| 2015             | Jeux africains                     | Brazzaville                        | 1re              | Poids            | 17,21 m          |
| 2016             | Championnats d'Afrique             | Durban                             | 7e               | Disque           | 47,00 m          |
| 2016             | Championnats d'Afrique             | Durban                             | 1re              | Poids            | 17,64 m          |
| 2016             | Jeux olympiques                    | Rio de Janeiro                     | 12e              | Poids            | 16,99 m          |
| 2017             | Jeux de la solidarité islamique    | Bakou                              | 1re              | Poids            | 17,75 m          |
| 2017             | Jeux de la Francophonie            | Abidjan                            | 1re              | Poids            | 17,68 m          |
| 2017             | Championnats du monde              | Londres                            | –                | Poids            | N.M.             |
| Pour le Portugal |                                    |                                    |                  |                  |                  |
| 2021             | Championnats d'Europe en salle     | Toruń                              | 1re              | Poids            | 19,34 m          |
| 2021             | Jeux olympiques                    | Tokyo                              | 4e               | Poids            | 19,57 m          |
| 2022             | Coupe d'Europe des lancers         | Leiria                             | 1re              | Poids            | 19,68 m          |
| 2022             | Championnats du monde en salle     | Belgrade                           | 1re              | Poids            | 20,43 m          |
| 2022             | Championnats du monde              | Eugene                             | 5e               | Poids            | 19,62 m          |
| 2022             | Championnats d'Europe              | Munich                             | 2e               | Poids            | 19,82 m          |
| 2023             | Circuit mondial en salle de l'IAAF | Circuit mondial en salle de l'IAAF | 2e               | Poids            | détails          |
| 2023             | Championnats d'Europe en salle     | Istanbul                           | 1re              | Poids            | 19,76 m          |
| 2023             | Jeux européens                     | Chorzów                            | 1re              | Poids            | 19,07 m          |
| 2023             | Championnats du monde              | Budapest                           | 4e               | Poids            | 19,69 m          |
| 2023             | Ligue de diamant                   | Ligue de diamant                   | 3e               | Poids            | 19,92 m          |
| 2025             | Championnats d'Europe en salle     | Apeldoorn                          | 3e               | Poids            | 19,26 m          |

| Date             | Compétition                       | Lieu             | Résultat         | Épreuve          | Marque           |
| Pour le Cameroun | Pour le Cameroun                  | Pour le Cameroun | Pour le Cameroun | Pour le Cameroun | Pour le Cameroun |
| ---------------- | --------------------------------- | ---------------- | ---------------- | ---------------- | ---------------- |
| 2010             | Championnats du Cameroun          | Yaoundé          | 1re              | Poids            | 13,70 m          |
| 2014             | Championnats du Cameroun          | Yaoundé          | 1re              | Poids            | 16,42 m          |
| Pour le Portugal |                                   |                  |                  |                  |                  |
| 2019             | Championnats du Portugal en salle | Lisbonne         | 1re              | Poids            | ?                |
| 2019             | Championnats du Portugal          | Lisbonne         | 1re              | Poids            | ?                |

## Records
| Épreuve         | Épreuve   | Marque       | Lieu     | Date              |
| --------------- | --------- | ------------ | -------- | ----------------- |
| Lancer du poids | Plein air | 19,92 m      | Eugene   | 16 septembre 2023 |
| Lancer du poids | En salle  | 20,43 m (NR) | Belgrade | 18 mars 2022      |